# Frieren – Nach dem Ende der Reise
Frieren – Nach dem Ende der Reise (jap. 葬送のフリーレン Sōsō no Furīren) ist eine Manga-Serie von Kanehito Yamada und Tsukasa Abe, die seit 2020 in Japan erscheint. Die Geschichte ist ins Genre Fantasy einzuordnen. Hauptfigur ist die Elfenmagierin Frieren, die mit ihren Begleitern, dem Helden Himmel, dem kämpferischen Zwerg Eisen und vom Priester Heiter den Dämonenkönig besiegt hat. Viele Jahre später bilden diese Erlebnisse der Ankerpunkt für eine weitere Reise mit den neuen Gefährten Fern und Stark. Der Manga wurde in Japan mehrfach ausgezeichnet und zu einem Verkaufserfolg sowie ab 2023 als Anime-Fernsehserie adaptiert.

## Inhalt
Die Abenteurergruppe des Helden Himmel hat die Welt vor der Bedrohung durch den Dämonenkönig gerettet und eine friedlichere Zeit kehrte ein. Himmel und seine Kameraden können sich nach Ende des zehnjährigen Abenteuers niederlassen. Während des Festes zu Ehren ihres Sieges findet ein seltener Meteorschauer statt. Dessen Wiederkehr nach 50 Jahren nimmt die Gruppe zum Anlass, sich erneut treffen zu wollen. Frieren reist in den Folgejahren durch die Welt, um ihrem Hobby, Zaubersprüche zu sammeln, nachzugehen. Es vergeht die Zeit bis zur Wiederkehr des Meteorschauers und die Helden treffen sich. Frieren stellt fest, wie sehr ihre Gefährten gealtert sind. Als Elfe, mit ihrem viel längeren Leben, hat Frieren sich kaum verändert. Kurz nachdem die Vier das zweite Mal den Meteorschauer betrachtet haben, stirbt Himmel. Während seiner Beerdigung bereut Frieren, ihn nicht besser kennengelernt zu haben. Frieren bricht daraufhin auf, Magie zu suchen, aber ist nunmehr interessiert daran, Menschen besser verstehen zu lernen.
20 Jahre nach dem Tod Himmels wird Heiter von Frieren besucht, um ihm Hilfe anzubieten im Versuch, ihn besser kennen zu lernen. Der Priester ließ sich nahe der Hauptstadt Strahl nieder. Er lebt dort zusammen mit dem von ihm adoptierten Waisenkind Fern. Er wünscht sich, Frieren möge Fern als Lehrling mitnehmen, da ihm wenig Lebenszeit bleibt und er dem Kind mit seiner beschränkten Magie nichts mehr beibringen kann. Frieren weigert sich, die Bitte Heiters zu erfüllen, da dies zu gefährlich sei. Auf die Ablehnung hin überredet Heiter Frieren, sich stattdessen einer Übersetzung eines Zauberbuchs zu widmen, wofür Frieren mehrere Jahre benötigt. Zugleich bekommt die magisch begabte Fern den Unterricht, auf den Heiter eigentlich aus war. Fern erfüllt das Ziel ihres Magietrainings als Heiter die letzten ihm verbliebenen Tage verlebt. Mit dem Tod Heiters ist Fern ungebunden und schließt sich Frieren auf eine neue Reise an.
26 Jahre nach dem Tod Himmels stellt die ungeduldige Jugendliche Fern fest, dass Frieren gern lange an Orten verweilt oder spontanen Eingebungen nachgeht. Die Zeitwahrnehmung von Menschen und Elfen ist unterschiedlich und führt zu Konflikten, aber auch neuen Einblicken für Frieren und Fern. Im 27ten Jahr nach dem Tod Himmels feiert Fern zusammen mit Frieren ihren sechzehnten Geburtstag. Zuvor noch wenig Wertschätzung zeigend, bemüht sich die Elfe bei dieser Begebenheit abermals ein Stück näher zu kommen. Im selben Jahr bekämpfen die beiden den in Bannung befindlichen Dämonen Qual. Die Heldentruppe um Himmel konnte ihn seinerzeit nicht besiegen und er war von Frieren versiegelt worden. Es stellt sich beim Kampf heraus, dass die Magie der Menschen in vergleichsweise kurzer Zeit große Fortschritte machte. Frieren half Quals, für Tod und Zerstörung verantwortliche, Kampfmagie für Menschen nutzbar zu machen und Schutzmagie dagegen zu verbessern.
Im 28ten Jahr erlebt das Duo kleinere Abenteuer, während es auf dem Weg zu Besuch des Kriegers Eisen ist. Bei ihm angekommen, bietet Frieren auch ihm Hilfe an. Eisen veranlasst Frieren, sich auf die Suche nach Flammes Herberge zu machen. Die legendäre menschliche Magierin Flamme war einst Frierens Lehrerin. Sie hinterließ ein Buch an diesem Ort für Frieren. In dessen Inhalt berichtet Flamme über ihre Entdeckung des Orts Aureole, an dem man mit Seelen der Toten zusammenkommen kann. Dies eröffnet die Möglichkeit, mit Himmel in Kontakt zu treten, was Frieren seit jeher bereute, nicht getan zu haben. Dies ist der Beginn einer Reise mit dem Zielort Ende, welche die beiden in die nördlichen Länder führt. Der Weg dorthin geht vorbei an der Riegel Schlucht. Hier finden sie einen Drachen, dessen Schatz Frieren erbeuten will. Doch um den Drache zu besiegen, brauchen sie die Hilfe eines Kriegers. Im nahe gelegenen Dorf begegnen sie Stark, dem davongelaufenen Lehrling Eisens. Dieser half den Bewohnern des Dorfs den Drachen fernzuhalten. Stark wird von Frieren überredet, sich dem Kampf mit dem Drachen zu stellen. Er erweist sich als außerordentlich fähiger Krieger. Weil mit dem Ableben des Drachen der Grund für Starks Verbleib im Dorf wegfällt, kann er sich nun aufmachen, um neue Abenteuer zu erleben. Hierfür schließt er sich den beiden Magierinnen an und begleitet sie auf dem Weg nach Aureole. Auch Himmel genannt, liegt dieser Ort nahe dem Schloss des Dämonenkönigs, den die einstige Heldengruppe vor nun 80 Jahren besiegte.
Das Trio stoppt zunächst in der befestigten Stadt Waal, dort sind die Tore nach Norden verschlossen. Frieren möchte ihren Ruhm nicht ausnutzen, um den Weg frei zu machen. Doch nachdem sie als Heldin erkannt wird, kann die Gruppe passieren.
Nach dem Ableben Himmels erstarkt erneut die Aktivität der Dämonen, denen die drei in der Stadt des Grafen Granat begegnen. Dämonen bedienen sich der menschlichen Sprache, um mit Lügen ihre Opfer zu überlisten. Frieren hat lang zurückgehende Erfahrung mit der betrügerischen Natur der von Monstern abstammenden Dämonen. Als junge Elfe vor mehr als 1000 Jahren überlebte sie als Einzige einen Angriff auf ihr Dorf und wurde kurz darauf von der Magierin Flamme aufgefunden. Die legendäre Magierin, welche zugleich als Begründerin der menschlichen Magie gilt, nahm Frieren auf und unterrichtete sie. Insbesondere bestand ihre Unterweisung darin, Frierens wahres magisches Potenzial zu verbergen. Für magisch Kundige macht es daher den Anschein, Frieren sei nicht sonderlich stark. Auch Fern hat diese Unterweisung bereits von Heiter erhalten, der auf der damaligen Reise bemerkte, dass Frieren immerzu ihre Aura unterdrückte. Es gelingt Fern als auch Stark Untergebene der dämonischen Anführerin namens Aura zu besiegen. Währenddessen widmet sich Frieren Aura selbst und erzwingt ihr Ableben. Die Drei bleiben einige Zeit in der Stadt, werden für ihren Sieg gefeiert und helfen, Schäden zu beseitigen. Aufgrund der Dämonen und anderen gefährlichen Monstern des Nordens wird Reisenden die Begleitung durch einen zertifizierten Magier oder Priester ersten Ranges vorgeschrieben. Da nur Fern sich in Strahl als Magierin dritter Klasse zertifizieren lassen hat, brechen die Gefährten zur magischen Stadt Äußerst auf, um dort ein Zertifikat zu erhalten.
Im weiteren Verlauf der Reise müssen die Drei nach starkem Wintereinbruch in einer Schutzhütte in der Decke Region einkehren. In der Unterkunft treffen sie den Mönch Kraft, der ebenso wie Frieren ein selten gewordener Elf ist. Ihr Volk zeigt nur geringes romantisches Interesse und sie sind stark verfolgt, aufgrund der Anweisung des damaligen Dämonenkönigs, alle Elfen zu töten. Frieren und der ältere Kraft führen lange Unterhaltungen während der Überwinterung. Mit Einbruch des Frühlings trennen die Mitbewohner sich.
29 Jahre nach dem Tod Himmels führt der weitere Weg sie zum Bergdorf im Schwer Gebirge. Frieren erfüllt ihre Zusage, immer wieder auftauchende Monster zu beseitigen, die von einer nahe gelegene Höhle, mit dem darin in Stein befindlichen Heldenschwert, angezogen werden. Die jungen Gruppenmitglieder erfahren hierbei, dass Himmel das Schwert nicht aus dem Stein ziehen konnte, jedoch auch ohne dies Heldentaten vollbrachte.
Nach Aufenthalt in der Region Appetit, wo Stark seinen achtzehnten Geburtstag feiert, treffen die Drei in den alten Wäldern auf Sein. Sein bedauert es, nicht mit dem Freund Gorilla vor Jahren auf Abenteuer gegangen zu sein. Nach einiger Überredungskunst kann Frieren ihn überzeugen, sich zur Suche nach seinem Freund der Gruppe anzuschließen. Auf Durchreise in der Region Raad hat Fern Geburtstag. Stark versäumt es, ein Geschenk zu kaufen, was zu einem Streit führt, den Sein schlichtet. Stark sucht für Fern ein Armband als ein Geschenk aus. Das Motiv dieses Armbands hat Ähnlichkeit zu einem Ring, den Frieren sich als Geschenk von Himmel aussuchte. Auf einer Überlandfahrt in einem Wagen kommt der Ring, wegen eines Zwischenfalls mit einem fliegenden Monster, abhanden. Zunächst vermeintlich ohne Bedeutung aus Frierens Sicht, ist sie schließlich froh das Erinnerungsstück wiederzufinden.
Im Abenteuer danach kommt die Gruppe in ein Dorf, dessen Bewohner alle unter einem Fluch stehen. Der Schlaf verursachende Fluch wird von einem Pflanzenmonster bewirkt, dem die Mitglieder der Gruppe nach und nach unterliegen. Nur Sein, durch Göttinenmagie geschützt, widersteht der Chaospflanze. Er kann durch kurzzeitiges Erwecken von Frieren sie das Monster unschädlich machen lassen. Nahe der Festungsstadt Vorig kommt es zur Begegnung mit Graf Orden. Dieser hat bei einem Zusammenstoß mit Dämonen seinen ältesten Sohn verloren. Stark ähnelt diesem sehr und soll auf einem Ball, der für Kriegsspenden der Adligen wirbt, den Sohn spielen. Eine gute Entlohnung hilft, dass die beinahe mittellosen Abenteurer die Aufgabe annehmen. Stark und später auch Fern werden in Etikette und Tanz unterrichtet. Am Tag der Soiree kann Stark in Begleitung Ferns die Gäste des Grafen überzeugen. Graf Orden bietet Stark an zu bleiben. Dieser lehnt ab, da er Geschichten des Abenteuers seinem Meister Eisen bringen möchte.
In der Region Klar trifft Frieren den Zwerg Voll. Er ist ein alter Freund und sie haben ausgiebige Gespräche über alte Zeiten. Nach Weiterreise finden sich Hinweise, dass Seins Freund auf dem Weg nach Tür war. Da Tür in anderer Richtung als Äußerst liegt, nehmen die vier voneinander Abschied und Sein folgt der Spur Gorillas. Fern erkrankt, bevor die Gruppe die Stadt Äußerst erreicht. Fern verbleibt auf einem Gehöft während Frieren und Stark zur Suche nach Heilzutaten aufbrechen. Pilze unter einem Eiskirschblütenbaum, die zu einem Trank gebraut werden, helfen Fern zu gesunden.
In der magischen Stadt Äußerst angekommen, bereiten Fern und Frieren sich auf das Examen zum Magier erster Klasse vor. Die kontinentale Magiervereingung gibt Zertifikate für anerkannte Magier aus, zu denen nur 600 zählen, die den fünften Rang und höher erreicht haben. Unter 2000 ab neuntem Grad qualifizierten Magiern gibt es lediglich 45 Magier ersten Ranges. Das Examen ist unterteilt in mehrere Tests.
Für die erste Prüfung werden die 57 Kandidaten vom erste Klasse Prüfer Genau in Gruppen zu je drei Teilnehmern aufgeteilt. Frieren findet sich mit den beiden Magierinnen Kanne und Lawine in einer Gruppe, während Fern mit dem Magier Land und der Zauberin Übel den Test bestreiten muss. Als Aufgabe müssen die Gruppen einen magischen Vogel der „Stille“ genannten Gattung einfangen und vollzählig zu einem vereinbarten Zeitpunkt abliefern. Dieses gelingt aber nur wenigen Gruppen, da der Vogel scheu gegenüber Magie, widerstandsfähig wie ein Drache und schneller als der Schall ist. Obwohl das Prüfungsgelände von einer undurchdringlichen magischen Barriere umgeben ist, droht zudem Gefahr von oben in Form von menschenfressenden Monstervögeln.
Fern fängt mit einem Bindungszauber der Volksmagie eine Stille. Frieren mit weniger Glück tüftelt eine Strategie aus, eine Stille zu einer Wasserstelle zu locken, die keinerlei Magie ausgesetzt wurde, und damit Stillen nicht vertreibt. Das Tun hindert jedoch andere Gruppen, eine Stille zu fangen. Und so bricht ein Kampf aus zwischen Gruppen, die Stille fingen, und jenen ohne Erfolg. Ferns Gruppe absolviert den Test erfolgreich, jedoch mussten sie hierfür eine andere Gruppe um den Magier Wirbel abwehren. Zugleich lauert die Gruppe des Zauberers Denken mit Richter und Laufen Frieren auf. Als Frieren die Stille ihrer Gruppen eingefangen hat, nimmt Laufen ihr ihren Käfig ab. Nach Zweikampf mit Denken, den Frieren bezwingt, erlangt sie von Laufen den Vogel zurück. Frierens Team wird derweilen von Richter in Schach gehalten. Frieren zerbricht die magische Barriere, die das Testgelände abschirmt, was im Bezwingen Richters durch Kannes Wassermagie endet. So besteht auch Frierens Gruppe.
Auf den ersten Test folgen drei Tage Ruhepause. Gemeinsam besuchen Frieren, Fern und Stark einen Gasthof. In Erfüllung der Wiederbeschaffung eines Küchenmessers hatte der ehemalige Chefkoch Himmel das Versprechen gegeben, die Rezepte nicht zu ändern. Der jetzige Koch, nach mehr als 80 Jahren, veränderte aber die Rezeptur der Speisen. Frieren schmeckte das jetzige Essen gut, so dass die Enttäuschung über das nicht gehaltene Versprechen ausbleibt. Während Frieren und Fern Zeit mit Kanne und Lawine verbringen, wird Stark von Wirbel verpflichtet, bei einer Monsterjagd auszuhelfen.
Im zweiten Test sind 18 Kandidaten aus der Vorrunde übrig. Auch wenn der zweite Test Zusammenarbeit aller erlaubt, mangelt es an gegenseitigem Vertrauen, so dass sich die Teilnehmer in Gruppen aufspalten. Die Aufgabe besteht darin, die Ruinen des Königsgrabs bis zum tiefsten Punkt zu erforschen. Das Labyrinth mit verschiedensten Fallen stellt eine große Herausforderung dar. Nur Frieren und Fern, begleitet durch die Prüferin Sense, haben leichtes Vorankommen. Es ist für Frieren einfach, da sie mit der Heldengruppe viele Erfahrungen in Labyrinthen und Verliesen sammelte. Das Auskundschaften aller Seitenzweige nimmt Frierens Gruppe ein, so dass sie erst bei Erreichen einer Vorhalle erfahren, dass das Monster Spiegel Klone aller Eindringlinge im Labyrinth beschworen hat. Frierens Klon bewacht die Schatzkammer hinter der Haupthalle. Während dieser Klon von Frieren und Fern besiegt wird, finden andernorts Gefechte mit Klonen statt, um diese davon abzuhalten, sich in der Vorhalle zu sammeln. Lawine als auch Richter werden beim Versuch, die Klone zurückzuhalten, von Senses Doppelgänger zur Aufgabe gezwungen und bestehen wie auch Länge, Edel, Blei und Ton den Test nicht.
Im dritten Test, welcher normalerweise vom ältesten Magier des ersten Ranges Lernen abgehalten wird, übernimmt die Gründerin der kontinentalen Magiervereinigung, die Elfenmagierin Serie, die Prüfung. Sie ist ungehalten, dass so viele den vorherigen Test bestanden. Schließlich fallen die Magier Kanne, Dünste, Laufen, Scharf und Ehre durch ihre Beurteilung. Mit Frieren hat Serie eine längere Unterhaltung. Frieren ist Serie als Schülerin Flammes begegnet. Flamme war wiederum Series Schülerin. Flammes Wunsch, alle Menschen können Magie nutzen, teilte Serie nicht. In Erfüllung ging dieser, da Flamme half, das Verbot von Magie im Menschenreich aufzuheben. Serie gesteht Magie nur Begabten zu. Auch wenn Serie Flamme zutiefst achtete, weigerte sie sich, Flammes letzten Wille zu erfüllen, der Menschheit bei ihrem Streben nach Magie zu helfen. Weil Frieren sich an diesem Fortschritt begeistert, lässt Serie sie durchfallen. Das Gleiche gedenkt Serie mit Fern zu tun. Sie wird aber davon überrascht, dass Fern als erster Mensch die Unterdrückung Series magischer Aura wahrnimmt. Dies ist etwas, das ihrem Schüler Lernen nicht gelang, welcher selbst Frierens Magieunterdrückung auf einen Blick erkannte. Serie versucht daraufhin Fern als Schülerin zu gewinnen. Diese Umwerbung lehnt Fern ab.
Im Weiteren bestehen auch die Magier Denken, Übel, Land, Wirbel und Methode Series Beurteilung. Als Preis für die neuen Magier des ersten Ranges können sie sich als Privileg von Serie, die nahezu alle Zauber der Welt kennt, einen aussuchen. Während der Privilegvergabe ist Frieren der Zutritt zur Zeremonie, auf Series Anweisung hin, nicht erlaubt. Sie wartet außerhalb und wird von Lernen mit Zaubern attackiert. Lernen gedenkt Frieren zu töten und so unter Beweis zu stellen, dass er ein begabter Schüler Series gewesen ist, denn in der friedlichen Zeit konnte er seine Begabung nie unter Beweis stellen. Frieren versichert Lernen, dass Serie ihn achtet, wie alle Schüler, jedoch es ihr schwerfällt, dies zum Ausdruck zu bringen. Mit Erhalt des Abzeichen des ersten Ranges von Fern kann nun die Reise in den Norden fortgesetzt werden und das Trio verabschiedet sich von den gemachten Bekanntschaften auf den Weg in weitere Abenteuer.

## Veröffentlichung
Der Manga erscheint seit April 2020 im Magazin Shōnen Sunday beim Verlag Shogakukan. Von Januar bis März 2023, von Mai 2024 bis August 2024 und seit Dezember 2024 wurde bzw. wird die Veröffentlichung pausiert. Die Serie wurde auch gesammelt in bisher 14 Bänden veröffentlicht (Stand: März 2025).
Auf Deutsch erscheint die Serie seit April 2022 bei Altraverse in einer Übersetzung von Jan Lukas Kuhn mit bisher dreizehn Bänden (Stand: November 2024). Viz Media veröffentlicht den Manga auf Englisch, Norma Editorial und Editorial Ivréa auf Spanisch, J-Pop auf Italienisch und Tong Li Publishing auf Chinesisch. Studio JG veröffentlicht die Serie auf Polnisch.
| Band | Japanisch        | Japanisch              | Deutsch          | Deutsch                |
| Band | Veröffentlichung | ISBN                   | Veröffentlichung | ISBN                   |
| ---- | ---------------- | ---------------------- | ---------------- | ---------------------- |
| 01   | 18. Aug. 2020    | ISBN 978-4-09-850180-9 | 19. Apr. 2022    | ISBN 978-3-7539-0561-7 |
| 02   | 16. Okt. 2020    | ISBN 978-4-09-850181-6 | 19. Apr. 2022    | ISBN 978-3-7539-0562-4 |
| 03   | 18. Dez. 2020    | ISBN 978-4-09-850285-1 | 20. Juni 2022    | ISBN 978-3-7539-0563-1 |
| 04   | 17. März 2021    | ISBN 978-4-09-850490-9 | 26. Aug. 2022    | ISBN 978-3-7539-0564-8 |
| 05   | 16. Juli 2021    | ISBN 978-4-09-850634-7 | 17. Okt. 2022    | ISBN 978-3-7539-0889-2 |
| 06   | 18. Nov. 2021    | ISBN 978-4-09-850728-3 | 19. Dez. 2022    | ISBN 978-3-7539-1314-8 |
| 07   | 17. März 2022    | ISBN 978-4-09-850876-1 | 20. Feb. 2023    | ISBN 978-3-7539-1407-7 |
| 08   | 17. Juli 2022    | ISBN 978-4-09-851148-8 | 17. Apr. 2023    | ISBN 978-3-7539-1592-0 |
| 09   | 15. Sep. 2022    | ISBN 978-4-09-851260-7 | 12. Juni 2023    | ISBN 978-3-7539-1593-7 |
| 10   | 16. März 2023    | ISBN 978-4-09-851771-8 | 18. Sep. 2023    | ISBN 978-3-7539-1997-3 |
| 11   | 15. Sep. 2023    | ISBN 978-4-09-852769-4 | 11. März 2024    | ISBN 978-3-7539-2270-6 |
| 12   | 18. Dez. 2023    | ISBN 978-4-09-853030-4 | 15. Juli 2024    | ISBN 978-3-7539-2542-4 |
| 13   | 17. Apr. 2024    | ISBN 978-4-09-853233-9 | 11. Nov. 2024    | ISBN 978-3-7539-2936-1 |
| 14   | 18. März 2025    | ISBN 978-4-09-854017-4 |                  |                        |

## Anime-Serie
Beim Studio Madhouse entstand unter der Regie von Keiichirō Saitō eine Adaption des Mangas als Animeserie. Das Drehbuch dafür schrieb Tomohiro Suzuki und das Charakterdesign wurde von Reiko Nagasawa für den Anime adaptiert. Die künstlerische Leitung lag bei Sawako Takagi, die 3D-Animationen leitete Shigenori Hirozumi, die Tonarbeiten Shōji Hata und für die Kameraführung war Akane Fushihara verantwortlich.
Die je 25 Minuten langen Folgen wurden vom 29. September 2023 bis 22. März 2024 von Nippon TV in Japan gezeigt. Parallel dazu erfolgte die Veröffentlichung per Streaming über die Plattform Crunchyroll. Die Serie wird mit Untertiteln unter anderem auf Deutsch und Englisch sowie mit Synchronisation in Deutsch, Englisch, Spanisch, Französisch und weiteren Sprachen angeboten.
Im September 2024 wurde eine zweite Staffel angekündigt.
Die erste Staffel der Serie lief vom 30. Mai bis 8. August 2025 erstmals im deutschsprachigen Free-TV-Fernsehsender ProSieben Maxx und dessen zugehörigen Streamingplattform Joyn als synchronisierte deutsche Fassung.

### Synchronisation
Die deutsche Synchronfassung entstand unter der Regie von Ingo Tuletz nach einem Dialogbuch von Annika Ernst.
| Rolle   | Japanische Stimme (Seiyū) | Deutsche Stimme   |
| ------- | ------------------------- | ----------------- |
| Frieren | Atsumi Tanezaki           | Julia Casper      |
| Himmel  | Nobuhiko Okamoto          | Alexander Merbeth |
| Eisen   | Yōji Ueda                 | Bojan Vucetic     |
| Heiter  | Hiroki Tōchi              | Jens Wendland     |
| Flamme  | Atsuko Tanaka             | Jennifer Böttcher |
| Fern    | Kana Ichinose             | Linda Fölster     |
| Stark   | Chiaki Kobayashi          | Janek Schächter   |
| Sein    | Yūichi Nakamura           | Malte Meibauer    |

### Musik
Die Musik der Serie stammt von Evan Call. Der Vorspann der Episoden eins bis 16 ist unterlegt mit dem Lied Yūsha von Yoasobi. Das zweite Vorspannlied ist Sunny des Musikduos Yorushika. Für den Abspann verwendete man die Lieder Anytime Anywhere und bliss (Ending-Fassung), beide von Milet.

### Episodenliste
| Nr. | Deutscher Titel                                 | Originaltitel                                                       | Erstausstrahlung Japan | Deutschsprachige Erstveröffentlichung (D) |
| --- | ----------------------------------------------- | ------------------------------------------------------------------- | ---------------------- | ----------------------------------------- |
| 1   | Das Ende der Reise                              | 冒険の終わり Bōken no Owari                                         | 29. Sep. 2023          | 27. Okt. 2023                             |
| 2   | Es hätte nicht unbedingt Magie sein müssen...   | 別に魔法じゃなくたって… Betsuni Mahō Janakutatte...                 | 29. Sep. 2023          | 27. Okt. 2023                             |
| 3   | Tötungszauber                                   | 人を殺す魔法 Hito o Korosu Mahō                                     | 29. Sep. 2023          | 27. Okt. 2023                             |
| 4   | Wo die Seelen ruhen                             | 魂の眠る地 Tamashii no Nemuru Chi                                   | 29. Sep. 2023          | 27. Okt. 2023                             |
| 5   | Trugbild der Toten                              | 死者の幻影 Shisha no Gen'ei                                         | 6. Okt. 2023           | 3. Nov. 2023                              |
| 6   | Der Held des Dorfes                             | 村の英雄 Mura no Eiyū                                               | 13. Okt. 2023          | 10. Nov. 2023                             |
| 7   | Wie aus einem Märchen                           | おとぎ話のようなもの Otogibanashi no Yō na Mono                     | 20. Okt. 2023          | 17. Nov. 2023                             |
| 8   | Die Todesbotin Frieren                          | 葬送のフリーレン Sōsō no Furīren                                    | 27. Okt. 2023          | 24. Nov. 2023                             |
| 9   | Die Henkerin Aura                               | 断頭台のアウラ Dantōdai no Aura                                     | 3. Nov. 2023           | 1. Dez. 2023                              |
| 10  | Mächtige Magierin                               | 強い魔法使い Tsuyoi Mahōtsukai                                      | 10. Nov. 2023          | 8. Dez. 2023                              |
| 11  | Winter in den Nördlichen Ländern                | 北側諸国の冬 Kitagawa Shokoku no Fuyu                               | 17. Nov. 2023          | 15. Dez. 2023                             |
| 12  | Ein echter Held                                 | 本物の勇者 Honmono no Yūsha                                         | 24. Nov. 2023          | 22. Dez. 2023                             |
| 13  | Abneigung unter Gleichgesinnten                 | 同族嫌悪 Dōzoku Ken'o                                               | 1. Dez. 2023           | 5. Jan. 2024                              |
| 14  | Das Vorrecht der Jugend                         | 若者の特権 Wakamono no Tokken                                       | 8. Dez. 2023           | 12. Jan. 2024                             |
| 15  | Der Geruch von Ärger                            | 厄介事の匂い Yakkaigoto no Nioi                                     | 15. Dez. 2023          | 19. Jan. 2024                             |
| 16  | Langlebige Freunde                              | 長寿友達 Chōju Tomodachi                                            | 22. Dez. 2023          | 26. Jan. 2024                             |
| 17  | Dann macht’s gut                                | じゃあ元気で Jā Genki de                                            | 5. Jan. 2024           | 2. Feb. 2024                              |
| 18  | Die Auswahlprüfung für Magier des ersten Ranges | 一級魔法使い選抜試験 Ikkyū Mahōtsukai Senbatsu Shiken               | 12. Jan. 2024          | 9. Feb. 2024                              |
| 19  | Ein sorgfältig durchdachter Plan                | 入念な計画 Nyūnen na Keikaku                                        | 19. Jan. 2024          | 16. Feb. 2024                             |
| 20  | Notwendiges Töten                               | 必要な殺し Hitsuyō na Koroshi                                       | 26. Jan. 2024          | 23. Feb. 2024                             |
| 21  | Die Welt der Magie                              | 魔法の世界 Mahō no Sekai                                            | 2. Feb. 2024           | 1. März 2024                              |
| 22  | Zukünftige Feinde                               | 次からは敵同士 Tsugi kara wa Katakidōshi                            | 9. Feb. 2024           | 8. März 2024                              |
| 23  | Eroberung des Labyrinths                        | 迷宮攻略 Danjon Kōryaku                                             | 16. Feb. 2024          | 15. März 2024                             |
| 24  | Perfekte Kopien                                 | 完璧な複製体 Kanpeki na Fukuseitai                                  | 23. Feb. 2024          | 22. März 2024                             |
| 25  | Fatale Schwachstelle                            | 致命的な隙 Chimeiteki na Suki                                       | 1. März 2024           | 29. März 2024                             |
| 26  | Die Höhe der Magie                              | 魔法の高み Mahō no Takami                                           | 8. März 2024           | 5. Apr. 2024                              |
| 27  | Das Zeitalter der Menschen                      | 人間の時代 Ningen no Jidai                                          | 15. März 2024          | 12. Apr. 2024                             |
| 28  | Weil es peinlich wäre, wenn man sich wiedersähe | また会ったときに恥ずかしいからね Mata Atta Toki ni Hazukashīkara ne | 22. März 2024          | 19. Apr. 2024                             |

## Rezeption
2021 wurde die Serie mit dem Osamu-Tezuka-Kulturpreis in der Kategorie „Neue Künstler“ ausgezeichnet und konnte den Manga Taishō gewinnen. 2024 wurde die Serie mit dem Kōdansha-Manga-Preis in der Kategorie „Shōnen“ ausgezeichnet. 2025 gewann Frieren beim Tokyo Anime Award Festival in der Kategorie beste TV-Serie. Zudem wurde beim selben Wettbewerb Evan Call für die Musik der Serie in der Kategorie Sound/Performance ausgezeichnet.
2021 gehörte der Manga mit einer Erstauflage von 300.000 für den vierten Band zu den stärksten Titeln seines Verlags. Im Juni 2024 befanden sich über 22 Millionen Bände im Umlauf; im Juli 2025 waren es 30 Millionen Exemplare.